# Уканапшави
Уканапшави (груз. უკანაფშავი) — село в Грузии, в муниципалитете Душети края Мцхета-Мтианети. 

## География
Село расположено в северной части края, в 75 километрах по прямой к северо-востоку от центра муниципалитета Душети. Высота центра — 1750 метров над уровнем моря.

## Население
По данным переписи населения 2014 года, в селе проживало 9 человек.
| Год  | Население | Мужчины | Женщины |
| ---- | --------- | ------- | ------- |
| 2002 | 11        | 6       | 5       |
| 2014 | 9         | 6       | 3       |